# Mount Mangin, Antarktis
Mount Mangin är ett berg i Antarktis. Det ligger i Västantarktis. Argentina, Chile och Storbritannien gör anspråk på området. Toppen på Mount Mangin är 2 040 meter över havet, eller 694 meter över den omgivande terrängen. Bredden vid basen är 5,1 km. Mount Mangin ingår i Princess Royal Range.
Terrängen runt Mount Mangin är kuperad norrut, men söderut är den bergig. Trakten är obefolkad. Det finns inga samhällen i närheten.